# García Ramírez, kralj Viguere
García Ramírez (baskijski: Gartzea Ramirez) bio je treći i posljednji kralj Viguere. Nepoznato je kada je García rođen, ali se zna da je umro nakon 1005. godine.
Zajedno sa svojim bratom Sančom, García se pojavljuje u poveljama svog polustrica Sanča II., kralja Pamplone. García je naslijedio brata 1002. godine.
García Ramírez i njegova supruga Toda imali su dvije kćeri, Todu i Fronildu Garcés. Godine 1054., Fronilda je dala svoju zemlju samostanu.